# 247º Reggimento d'assalto aereo delle guardie "Cosacchi del Caucaso"
Il 247º Reggimento d'assalto aereo delle guardie "Cosacchi del Caucaso" (in russo 247-й гвардейский десантно-штурмовой Кавказский казачий полк?, 247-j gvardejskij desantno-šturmovoj Kavkazskij kazačij polk, unità militare 54801) è un'unità russa di fanteria aviotrasportata del VDV inquadrata nella 7ª Divisione d'assalto aereo da montagna delle guardie con base a Stavropol'.

## Storia

### Unione Sovietica
Il 247º Reggimento d'assalto aviotrasportato fu formato come la 21ª Brigata d'assalto aviotrasportata nel 1973, nella città di Kutaisi, RSS Georgiana. 
Il 1° giugno 1990 venne trasferita alle forze aviotrasportate sovietiche e ribattezzata 21ª Brigata aviotrasportata.

### Federazione russa
Nel 1992 l'unità è stata trasferita nella città di Stavropol'. Nel periodo tra le due guerre cecene, nel 1998, la brigata è stata ridotta, venendo riorganizzata nel 247º Reggimento d'assalto aereo. Il reggimento è stato coinvolto nelle battaglie per il villaggio di Tando e per la collina "Orecchio d'Asino" il 12 agosto 1999 nella guerra in Daghestan. Secondo Amnesty International, il villaggio daghestano di Tando è stato colpito con bombe termobariche. Durante la seconda guerra cecena, il 25 novembre 1999, il reggimento catturò Novogroznenskij, uccidendo più di 50 militanti ceceni. Il comandante del reggimento Jurij Em ricevette il titolo di Eroe della Federazione Russa per la sua leadership.
Nel 2008 il reggimento invase la Georgia con il resto della 7ª Divisione. Dal 12 agosto, il reggimento marciò attraverso il territorio georgiano fino al villaggio di Khaishi in modo da tagliare la valle di Kodori dal resto del paese. Successivamente, il gruppo tattico di battaglione del reggimento dal 26 agosto al 22 ottobre 2008 ha operato come parte delle Forze di mantenimento della pace della Federazione Russa sul territorio della Repubblica non riconosciuta di Abcasia.
Nel 2013, il reggimento ha ottenuto il titolo onorifico di "unità delle guardie". Nell'agosto 2014 il 247º Reggimento ha partecipato alla battaglia di Ilovajs'k durante la guerra del Donbass.

### Guerra russo-ucraina
Prima dell'invasione nel dicembre 2021, il reggimento è stato trasferito in Crimea. A due giorni dell'inizio delle ostilità, il 26 febbraio 2022 sono stati uccisi il capo di stato maggiore e il suo vice, maggiori Vadim Smirnov e Aleksej Dineka, insieme al comandante del reggimento, tenente colonnello Konstantin Zizevskij, mentre le truppe aviotrasportate si stavano avvicinando alla cittadina di Hostomel'. A settembre dello stesso, un vice comandante di uno dei battaglioni del reggimento, maggiore Anton Kuznecov, è stato ucciso quando un convoglio russo è stato bombardato cercando di attraversare il ponte Antonivs'kij vicino a Cherson.
Il generale Arkadij Marzoev, comandante delle truppe russe nel settore, ha mandato all'assalto il 247º Reggimento verso Mykolaïv in modo sconsiderato, provocando numerose vittime e facendone circondare alcuni reparti. Il comandante del 2º Battaglione d'assalto aereo, tenente colonnello Dmitrij Lisickij, dopo esser stato ferito gravemente durante la fuga dall'accerchiamento, si è tolto la vita in ospedale il 26 marzo 2023 alla notizia della promozione di Marzoev.
Nel luglio 2023 membri del reggimento si sono rifiutati di combattere verso Staromayors'ke a causa delle pesanti perdite russe e delle vittorie ucraine sul fronte. Il reggimento è stato dispiegato a sud di Velyka Novosilka, dove fra luglio e agosto ha subito gravi perdite ad opera delle brigate di fanteria di marina ucraina fra Staromajors'ke e Urožajne. A settembre il reggimento è stato trasferito a difesa di Verbove insieme al resto della divisione, scontrandosi con l'82ª Brigata d'assalto aereo ucraina. In questi scontri il comandante del reggimento, colonnello Vasilij Popov, è caduto in combattimento.
Nel marzo 2024 il 247º Reggimento è riuscito a respingere la Brigata presidenziale ucraina a nord di Verbove, subendo diverse perdite nel corso dei combattimenti. Membri del reggimento sono stati avvistati combattere in direzione di Kam"jans'ke nella regione di Zaporižžja.

## Struttura
- Comando di reggimento
- 1º Battaglione paracadutisti
- 1º Battaglione d'assalto aereo
- 2º Battaglione d'assalto aereo
- Gruppo artiglieria
  - Battaglione artiglieria semovente (2S9 Nona-S)
  - Batteria anticarro
  - Batteria antiaerea
- Compagnia ricognizione
- Compagnia genio
- Compagnia comunicazioni
- Compagnia supporto aereo
- Compagnia logistica
- Compagnia manutenzione
- Compagnia medica
- Plotone difesa NBC

## Comandanti
- Colonnello Viktor Pugačev (1973 - 1975)
- Colonnello Viktor Musienko (1975 - 1980)
- Colonnello Nikolaj Pletnev (1980 - 1983)
- Colonnello Albert Bondar (1983 - 1984)
- Colonnello Ivan Kolesnikov (1984 - 1986)
- Colonnello Vitalij Zababurin (1986 - 1989)
- Colonnello Valentin Marin (1989 - 1995)
- Colonnello Jurij Em (1995 - 2001)[25]
- Colonnello Aleksandr Medvedev (2001 - 2003)
- Colonnello Aleksej Ragozin (2003 - 2007)
- Colonnello Aleksej Naumec (2007 - 2009)[26]
- Colonnello Dmitrij Ovčarov (2009 - 2011)[27]
- Colonnello Aleksandr Valitov (2011 - 2013)[27]
- Colonnello Sergej Maksimov (2013)
- Colonnello Roman Juvakaev (2014 - 2016)[10][28]
- Colonnello Konstantin Zizevskij (2020 - 2022) †[29] (grado postumo)
- Colonnello Pëtr Popov (2022 - agosto/settembre 2023)[30]
- Colonnello Vasilij Popov (agosto/settembre 2023 - settembre 2023) †[21]